# シャーロット・ハザレイ
シャーロット・ハザレイ（Charlotte Hatherley、1979年6月20日）は、イギリス・ロンドン出身のミュージシャンである。

## 概要
元アッシュのギタリスト・バッキングボーカルで、一部の作詞作曲も担当していた。
ソロ活動への転向のため、約10年に亘って在籍したアッシュを友好的に脱退した現在はソロ・ミュージシャンとして活躍している。
イギリスのBBC 6ミュージックが行った、過去30年の偉大なギタリストを決めるリスナー投票にて第40位に選ばれている。ちなみに女性ギタリスト限定ではPJ ハーヴェイ(39位)に次ぐ二番手にランクイン。

## 来歴
1997年にアッシュ側が、メンバー募集のために催したオーディションで一発合格をうけて正式メンバーとして加入して以降、奔放なメンバーの中にあって、そのクールな佇まいと力強いギター・プレイで独特の存在感を放ち、ニュー・ミュージカル・エクスプレス（NME）の「もっともカッコいい女性」に選出されることも度々のガールズロッカーの憧れ的存在。
アッシュ在籍時は落ち着いた色が基調のボーイッシュなファッションを好んでいたが、ソロ転向後は、スタンドカラーのプルオーバーやキャミソール、ノースリーブのブラウスにミニスカートを合わせるなどの華やかな服装が多くなっている。
アッシュ在籍時の2005年に、1stソロ・アルバム『グッド・ウィル・フェイド』を発表している。その際のソロツアーでフジロック・フェスティバルに出演。
彼女のサポート・バンドメンバーは、前年の2004年にアッシュとして参加したフジロック04で、同じく出演していたグレアム・コクソンのサポートバンドをしており、彼らと意気投合したのをきっかけにバンドを組んだとのこと(ちなみに、そのサポートメンバーの1人だったトビー・マクファーランドは、後にザ・ダークネスの脱退したベーシストの後任として正式加入した。)。
2007年にアッシュ脱退後初の2ndアルバム『ディープ・ブルー』をリリース。シングル『アイ・ウォント・ユー・トゥ・ノウ』のPVには日本語の表記が登場している。
2009年、バット・フォー・ラッシーズのサポートとしてライブツアーを回る。3rdアルバム『New Worlds』を発表（国内盤は未発売）。
2012年以降は新しいプロジェクトであるSylver Tongueを立ち上げ、活動をしている。

## ディスコグラフィー
ソロ名義
- グレイ・ウィル・フェイド Grey Will Fade (2004) - 全英51位
- ディープ・ブルー The Deep Blue (2007) - 全英109位
- New Worlds (2009) - 全英チャート入りせず

Sylver Tongue
- Something Big (2012)